# Catàleg d'Estrelles Dobles Washington

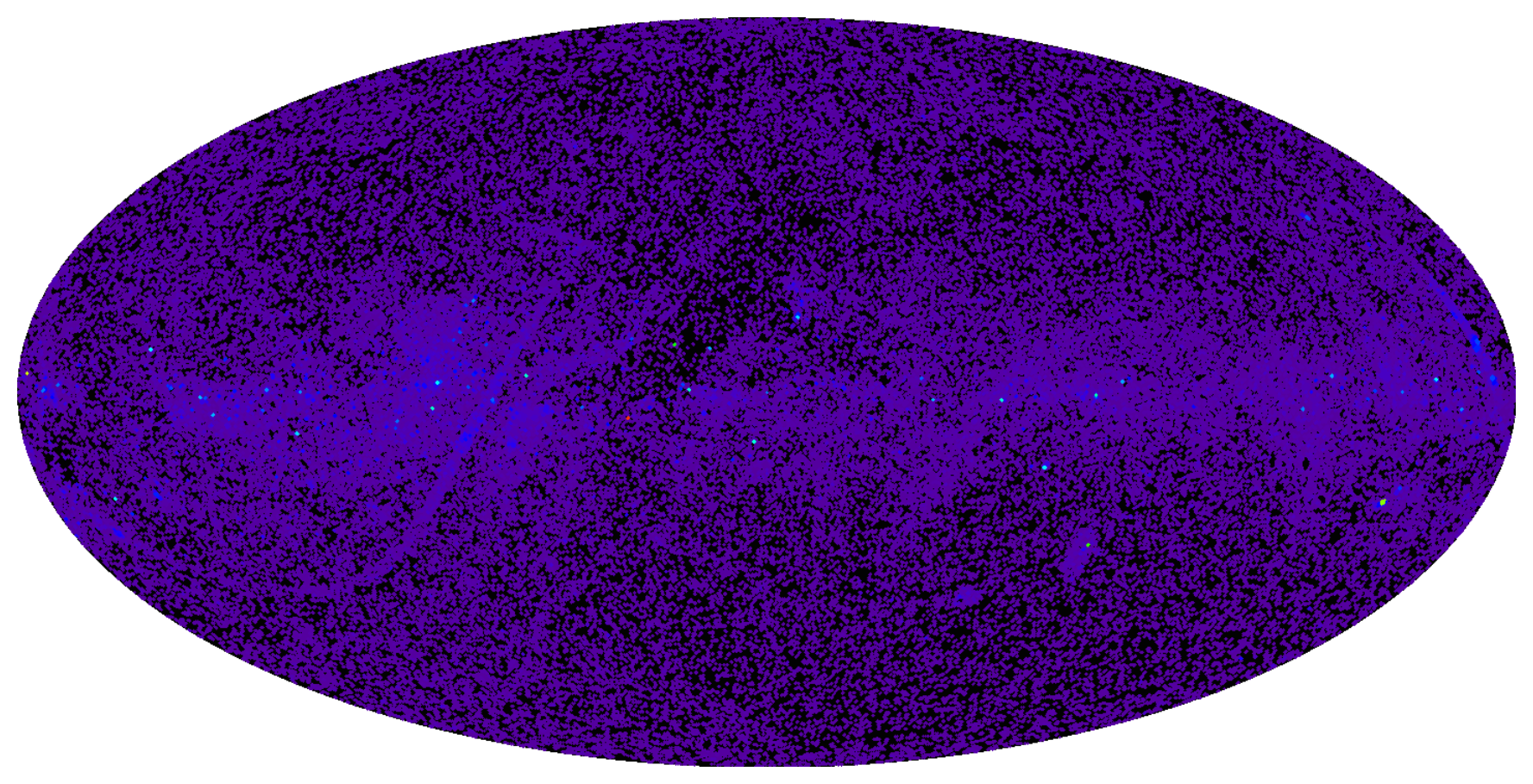
Distribució al firmament dels objectes del catàleg

El Catàleg d'Estrelles Dobles Washington, conegut també per les seves sigles en anglès WDS (Washington Double Star Catalog), és un catàleg astronòmic d'estrelles dobles, mantengut a l'Observatori Naval dels Estats Units. Aquest catàleg conté les posicions, magnituds, el moviment propi i el tipus espectral i té (juliol de 2006) 102.387 entrades d'estrelles dobles. Aquest catàleg també inclou estrelles múltiples. En general, una estrella múltiple amb n components pot ser representada per entrades en el catàleg de n-1 parells d'estrelles.

## Història
La base de dades usada per construir el WDS fou produïda a l'Observatori Lick, on va ser usada per construir l'Índex del Catàleg d'Estrelles Dobles Visuals, publicat el 1963. L'any 1965, sota la iniciativa de Charles Worley, fou transferit a l'Observatori Naval. Fou augmentat amb un gran nombre de mesures, del Catàleg Hipparcos and Tycho, interferometria, i altres fonts.